# José María Linares
José María Linares is een provincie in het oosten van het departement Potosí in Bolivia. De provincie is vernoemd naar José María Linares Lizarazu (1810-1861), een Boliviaans politicus en president (1857-61).

## Geografie
De provincie José María Linares is een van de zestien provincies van het departement. Het ligt tussen 19° 30' en 20° 16' zuiderbreedte en 64° 43' en 65° 53' westerlengte. De provincie is ongeveer 120 km van oost naar west en 85 km van noord naar zuid. Het oppervlak bedraagt 5136 km², iets kleiner dan Noord-Brabant. De provincie grenst aan de provincies Cornelio Saavedra in het noorden, Tomás Frías in het noordwesten, Antonio Quijarro in het westen, Nor Chichas in het zuiden en het departement Chuquisaca in het oosten.

## Demografie
Belangrijkste taal in de provincie is met 80% het Quechua naast 44% Spaans. Volgens volkstellingen is het aantal inwoners afgenomen van 52.545 in 1992 naar 51.412 in 2001. Hoofdstad van de provincie Puna
90% van de bevolking heeft geen toegang tot elektriciteit, 89% leeft zonder sanitaire voorzieningen. 69% van de mensen werkt in de landbouw, 0,5% in de mijnbouw, 11% in de industrie en 20% in dienstverlening. 88% van de bevolking is katholiek en 10% is evangelisch.

## Bestuurlijke indeling
José María Linares is verdeeld in drie gemeenten:
- Caiza „D“
- Ckochas
- Puna

Alonso de Ibáñez · 
Antonio Quijarro · 
Bernardino Bilbao · 
Charcas · 
Chayanta · 
Cornelio Saavedra · 
Daniel Campos · 
Enrique Baldivieso · 
José María Linares · 
Modesto Omiste · 
Nor Chichas · 
Nor Lípez · 
Rafael Bustillo · 
Sud Chichas · 
Sud Lípez · 
Tomás Frías